# Wiecie, jak jest...
Wiecie, jak jest... (ang. It's Like, You Know, 1999–2000) – amerykański serial komediowy stworzony przez Petera Mehlmana.
Światowa premiera serialu odbyła się 24 marca 1999 roku na antenie ABC. Na kanale miało zostać wyemitowane 26 odcinków, ale zostało wyemitowanych 19 odcinków. Ostatni odcinek został wyemitowany 5 stycznia 2000 roku. W Polsce serial nadawany był na kanale TVN 7.

## Opis fabuły
Serial opowiada o nowojorskim dziennikarzu – Arthura Garmenta, który przyjeżdża z Nowego Jorku do Los Angeles w poszukiwaniu materiału do swojej nowej książki.

## Obsada
- Chris Eigeman jako Arthur Garment
- Jennifer Grey jako ona sama
- Steven Eckholdt jako Robbie Graham
- A.J. Langer jako Lauren Woods
- Evan Handler jako Shrug

i inni